# کاروانسرای خواجه نظر
کاروانسرای خواجه نظر مربوط به دوره صفوی است و در شهرستان جلفا، کنار رودخانه ارس و پل ضیاء الملک واقع شده و این اثر در تاریخ ۱۷ اسفند ۱۳۸۱ با شمارهٔ ثبت ۷۷۴۴ به‌عنوان یکی از آثار ملی ایران به ثبت رسیده‌است.

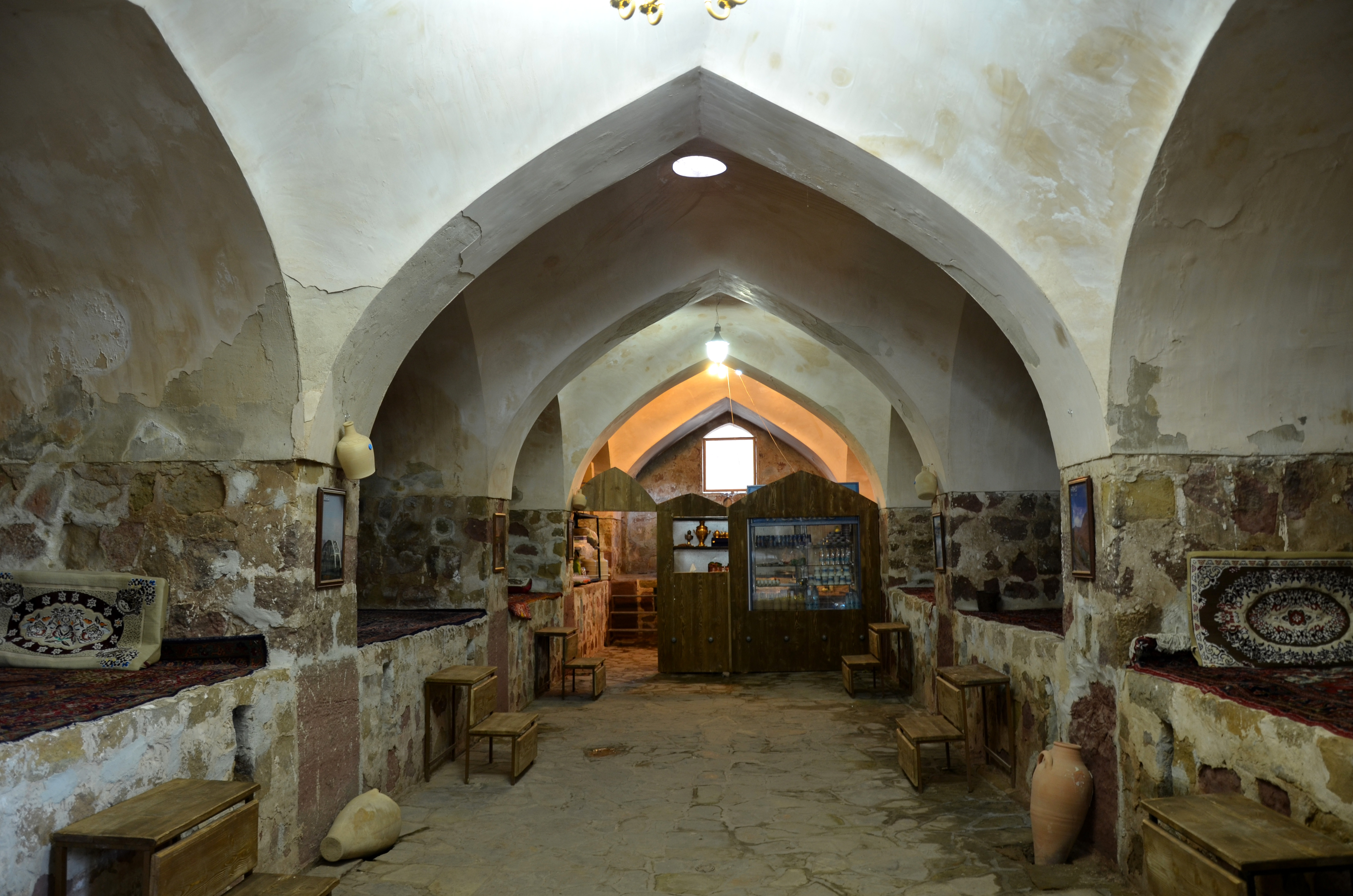
جلفا - کاروانسرای تاریخی خواجه نظر

## تاریخچه بنا
تاورنیه فرانسوی این کاروانسرا را دیده و می‌نویسد: خواجه نظر از ارمنیان معتبری بود که از جلفا خارج شدند، چون در تجارت ترقی کرد و نزد شاه عباس و جانشین او شاه صفی اعتبارات حصل نمود او را کلانتر ملت ارمنی‌ها کردند. به افتخار وطن اصلی خود جلفا، ۲ کاروانسرای بزرگ در آن جا بنا کرد که هنوز در طرفین رودخانه باقی هستند و بیشتر از ۱۰۰۰۰۰ اکو در آنجا خرج کرد، اما این دو بنای عالی به واسطه فوت بانی ناتمام ماندند. در ۳ کیلومتری جلفا، کاروانسرای ویرانه‌ای وجود دارد که بنای آن در زمان شاه عباس کبیر به هزینه خواجه نظر ارمنی، از مقربان درگاه شاهی به عمل آمده‌است. این کاروانسرا به نام کاروانسرای جلفا نیز معروف است.

## مشخصات بنا
کاروانسراهای عباسی دارای پلان‌های مدور، چند ضلعی، دو ایوانی، و کاروانسرا با تالار ستون دار و چهار ایوانی بوده‌اند. اما در این بین یک سری کاروانسراها دارای پلان‌های متفاوت با این الگو می‌باشند. مانند کاروانسرای سبزه وار و نیز کاروانسرای خواجه نظر جلفا.
این کاروانسرا دارای حیاط مرکزی و سه ایوان در سه طرف حیاط می‌باشد بنا در سه ضلع حیاط چرخیده و مصالح آن سنگ‌تراش و آجر می‌باشد. دارای پوششهای گنبدی شکل با طاق جناقی می‌باشد. پلان مستطیل شکل دارد از داخل راهروهایی جهت دسترسی به اتاق‌ها وجود دارد. طول بنا دو برابر عرض آن می‌باشد.

## ثبت در فهرست میراث جهانی
در ۲۶ شهریور ۱۴۰۲ در جریان چهل و پنجمین اجلاس کمیته میراث جهانی یونسکو در ریاض، کاروانسرای خواجه نظر به‌همراه ۵۳ کاروانسرای تاریخی دیگر (جمعاً ۵۴ کاروانسرا در ۲۴ استان ایران) تحت عنوان کاروانسراهای ایرانی در فهرست میراث جهانی قرار گرفتند. این مجموعه جهانی به عنوان بیستمین و هفتمین اثر جهانی کشور ایران شناخته می‌شود.

## نگارخانه

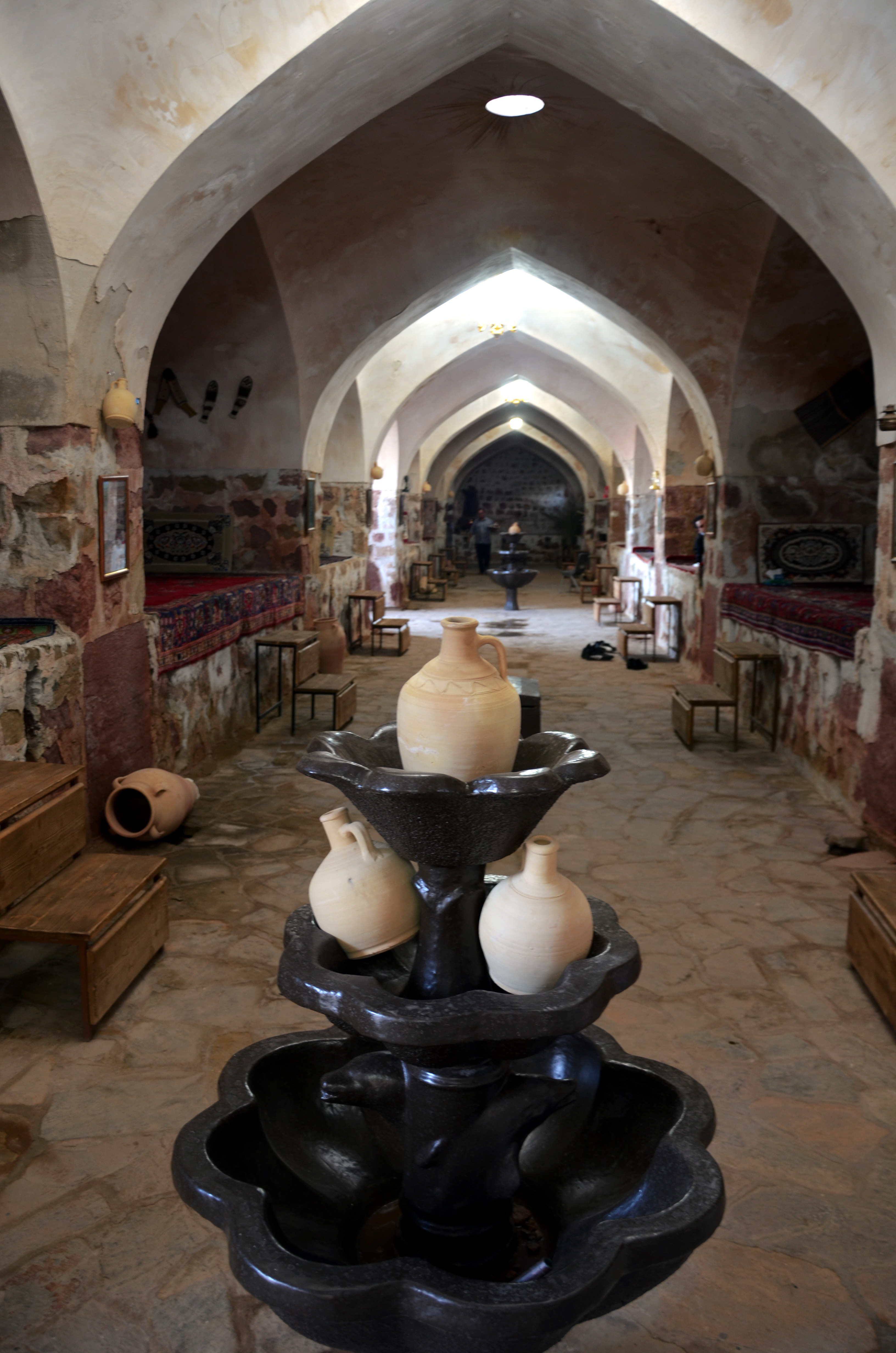
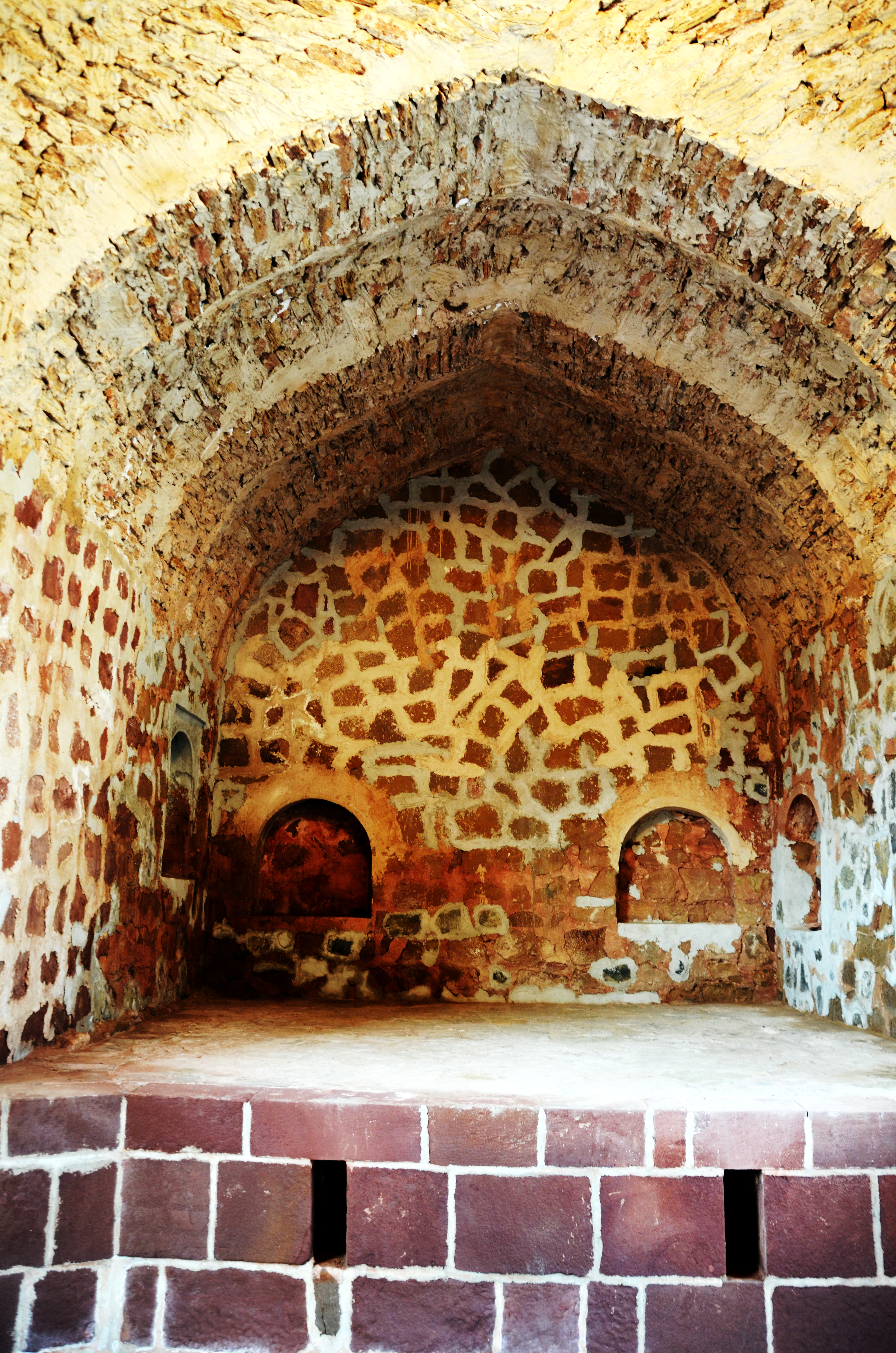
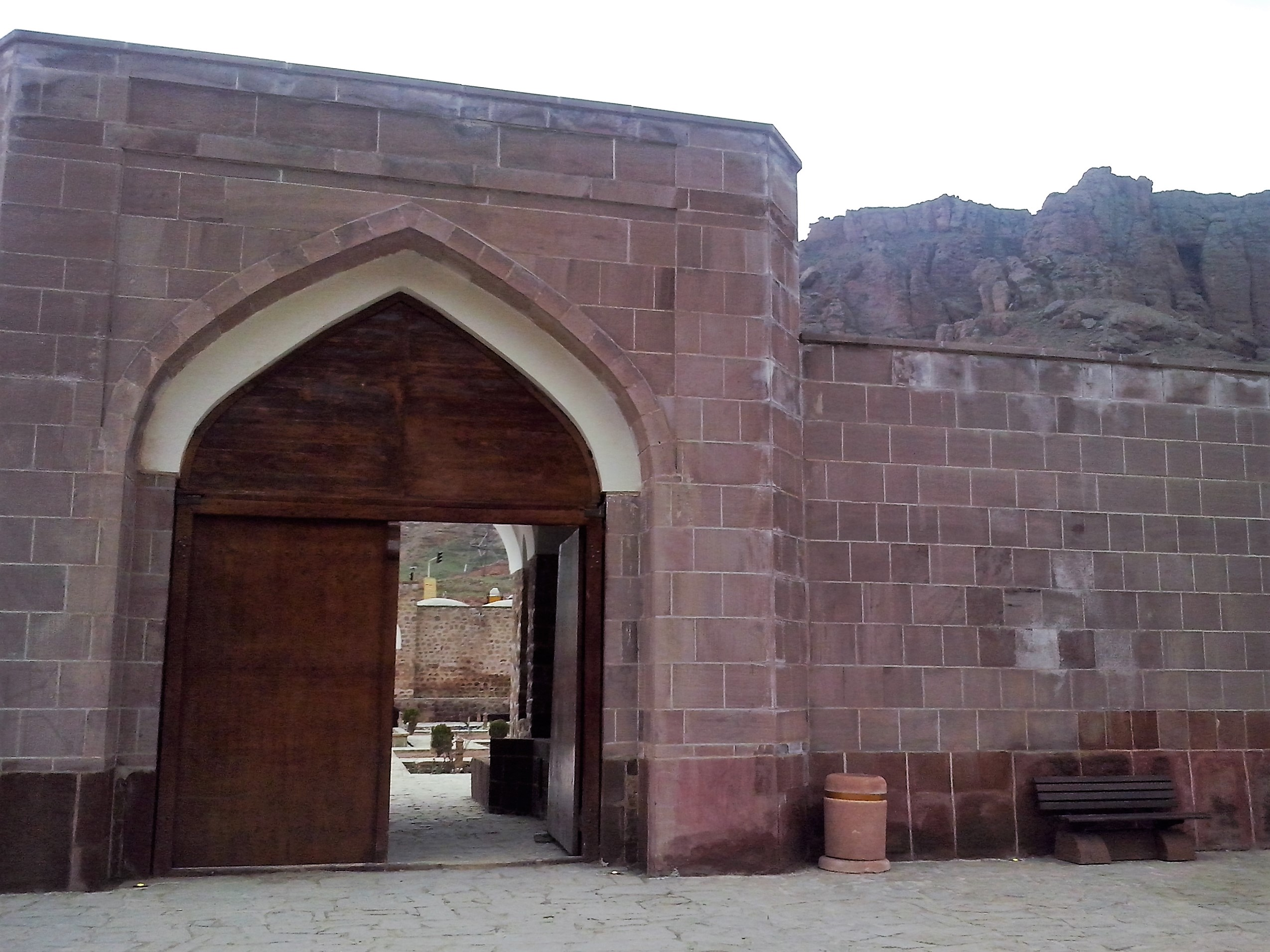
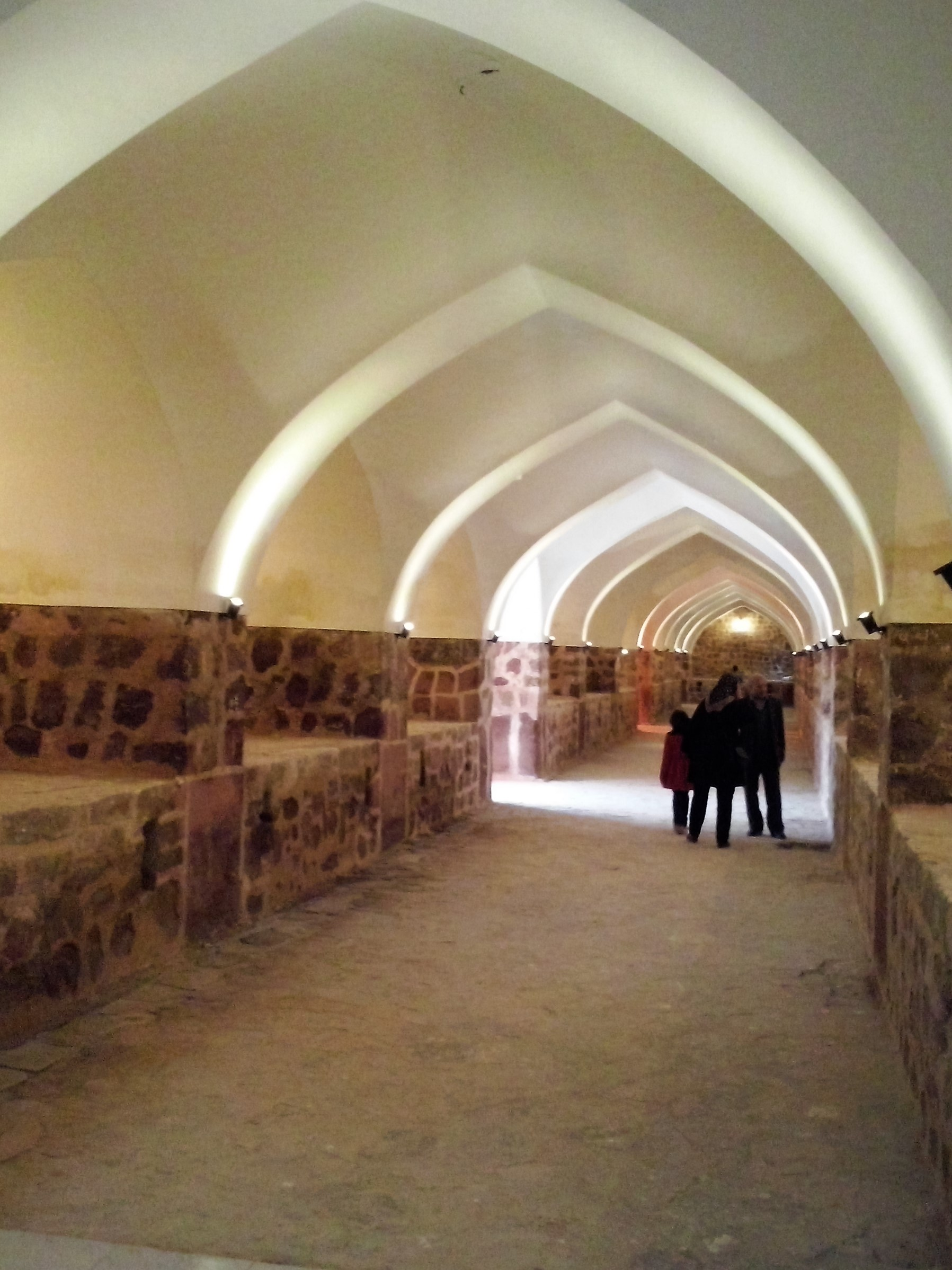
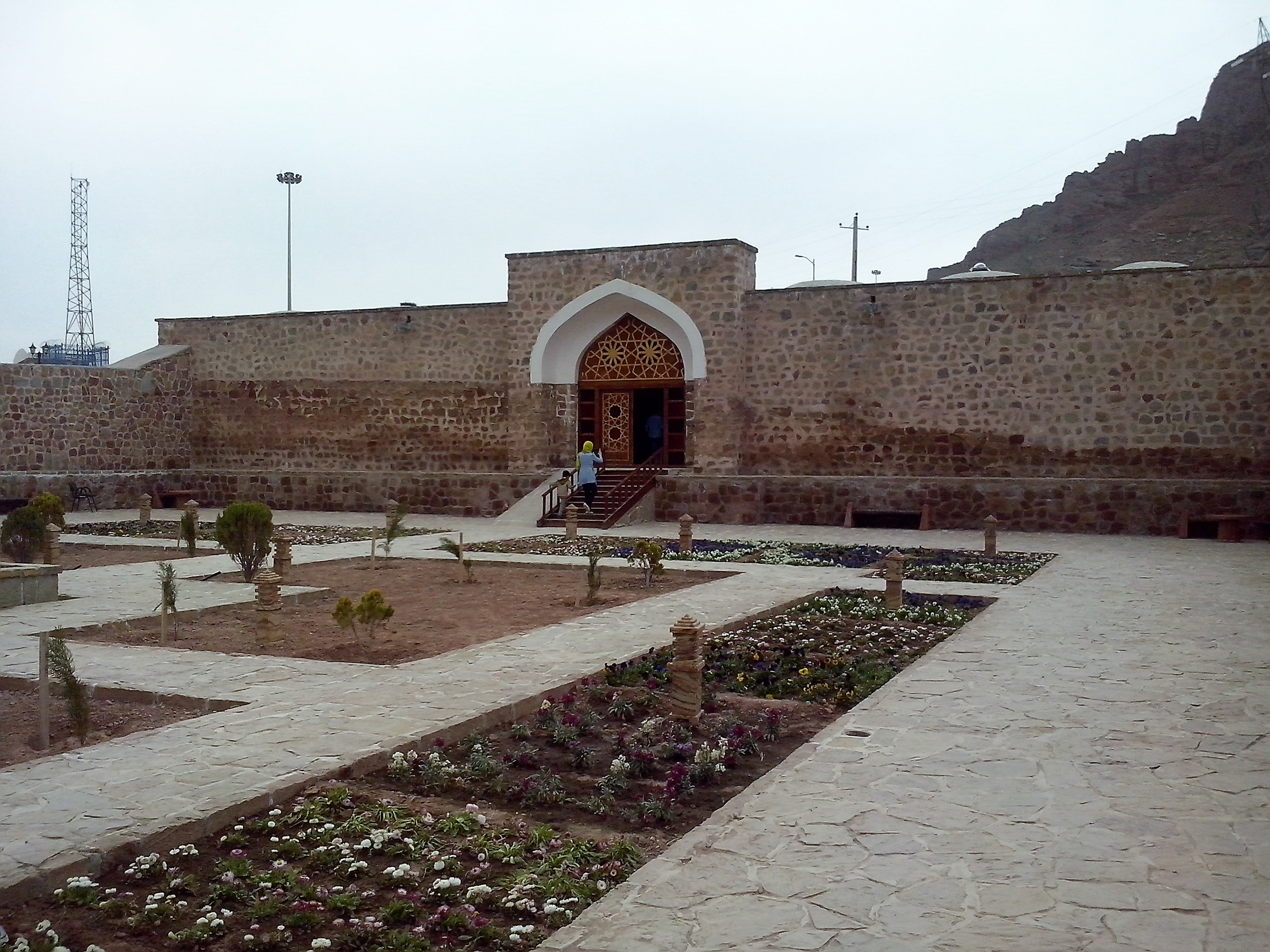
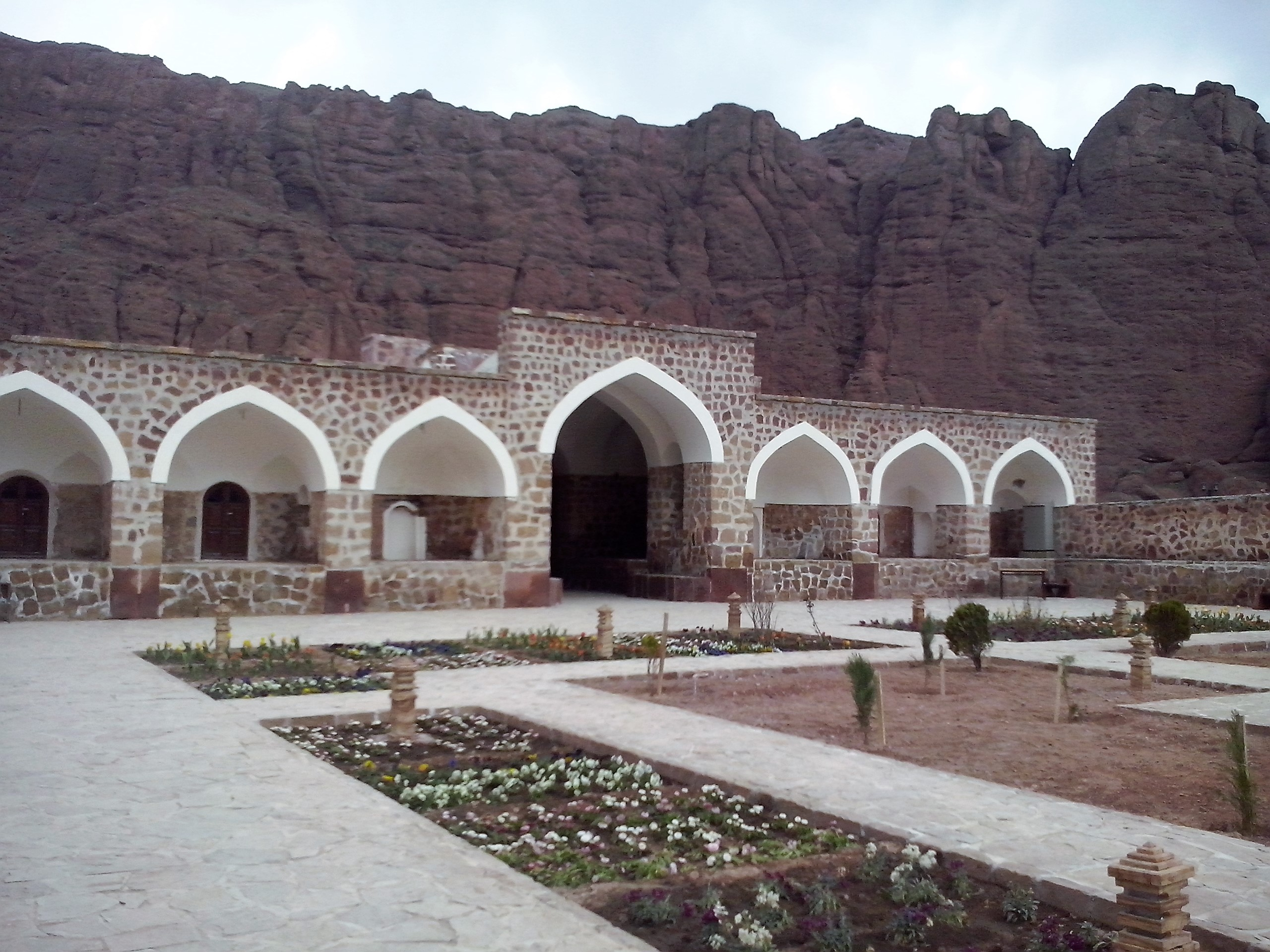